# 趙俊 (西晉)
趙俊（3世纪—300年），一作趙浚，天水郡人，武元皇后楊艷之舅父。

## 生平
司馬炎的首任皇后楊豔由於幼年失母，曾被送至舅父趙俊家撫養，當時因舅母親自哺乳而養活了楊豔，因此楊豔感懷在心，日後成為皇后時，不但提拔了趙俊的官位，也將趙俊之兄趙虞的女兒趙粲選入宮中，封為「充華」（九嬪之一）。
永熙元年（290年），晉惠帝登基時為長水校尉。其後任尚書時因與李含不和，以其服喪秦王司馬柬過短之事彈劾之，使其貶官。趙俊後升遷至中護軍，當時皇后賈南風有意除去太子司馬遹，另立太子，並對全國宣佈司馬遹的缺點。當時朝野內外都從賈后這個舉動知道她有謀害司馬遹之意，於是趙俊勸說太子廢后但不獲接納。後司馬遹被廢為庶人及殺害。
永康元年（300年），趙王司馬倫以為太子報仇為名討伐賈后，趙俊及其侄女趙粲因並為賈后黨羽一同被誅殺。其子趙驤則不受牽連。

## 家庭

### 同輩
- 兄趙虞

### 子輩
- 趙驤，趙俊子。西晉前將軍。[2]
- 趙粲，趙虞女。晉武帝妃嬪。